# 寒亭区
寒亭区（かんてい-く）は、中華人民共和国山東省濰坊市に位置する市轄区。濰坊市政府所在地。1983年10月、濰県より寒亭区に昇格。

## 行政区画
- 街道：寒亭街道、開元街道、固堤街道、高里街道、朱里街道、央子街道、大家窪街道、北城街道
- 寒亭海洋化工開発区、濰坊経済技術開発区

## 出身有名人
- 寒浞
- 孔融
- 宋歩雲

## 特産品
寒亭スイカ、アスパラガス、濰県大根、莱州湾ワタリガニ、南孫小棗